# Bonita (nome)
Bonita  è un nome proprio di persona spagnolo e portoghese femminile.

## Varianti
- Bunita[2]
- Ipocoristici: Boni[2], Bonie[2], Bonni[2], Bunnie[2], Bonnie[2], Bonny[2], Bunny[2], Nita[2]

## Origine e diffusione
Bonita è la forma femminile dell'aggettivo bonito e significa letteralmente "carina" in lingua spagnola.
Questo prenome si diffuse anche nei Paesi di lingua inglese, in particolare negli Stati Uniti e in Canada, a partire dal XX secolo.

## Onomastico
Le persone che portano questo nome possono festeggiare il proprio onomastico il 16 ottobre, giorno dedicato alla festa di santa Bonita di Brioude.

## Persone

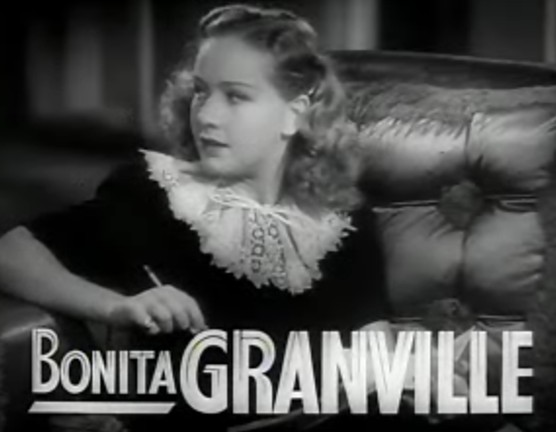
Bonita Granville

- Bonita Granville, attrice statunitense
- Bonita Friedericy, attrice statunitense
- Bonita Pietilä, casting director e produttrice televisiva statunitense

## Il nome delle arti
- Bonita Femur è un personaggio della linea di bambole "Monster High"[5].
- Bonita è un personaggio del film di Guy Hamilton del 1962 Agente 007 - Missione Goldfinger, interpretato dall'attrice Nadja Regin[6].
- Bonita è un personaggio del film di Judd Apatow del 2009 Funny People, interpretato dall'attrice Tonita Castro[7].